# Cronenburgh (buitenplaats)
Cronenburgh is een buitenplaats langs de rivier de Vecht in het Nederlandse dorp Loenen aan de Vecht.
De buitenplaats is rond 1925 gesticht door G.H. Boner op een 2,5 hectare groot terrein dat voorheen behoorde tot de naastgelegen buitenplaats Nieuwerhoek. Architect W.H. Willms maakte voor hem een ontwerp voor het hoofdgebouw, de tuinmanswoning en het tuinhuis. Het onbebouwd gebleven deel werd voorzien van een park-/tuinaanleg. Het dan al verdwenen kasteel Cronenburgh in de nabije omgeving zorgde ten slotte voor de naam van Boners buitenplaats.
Al spoedig is Cronenburgh verder uitgebreid met onder meer de bouw van een botenhuis en een plantenkas. In de loop der jaren zijn ook de toegangen tot de buitenplaats aangepast waarbij tevens een van Nieuwerhoek afkomstig toegangshek is overgebracht naar Cronenburgh. Na de dood van Boner in 1935, heeft de buitenplaats diverse eigenaren gehad waaronder Pieter Menten.
Vandaag de dag zijn in rijksmonumentaal opzicht diverse delen van de buitenplaats beschermd.